# Fábio Faria (futebolista)
Fábio do Passo Faria (Vila do Conde, 24 de Abril de 1989) é um ex-futebolista português, que jogou como defesa central e defesa-esquerdo. O último clube que representou foi  o Benfica.
Retirou-se do futebol em 8 de março de 2013 com apenas 23 anos, por alterações cardíacas.